# Šanghajské překvapení
Šanghajské překvapení (anglicky Shanghai Surprise) je britský dobrodružný a komediální film, natočený roku 1986 režisérem Jimem Goddardem. Produkce se ujala společnost George Harrisona HandMade Films a distribuci zajistila studia Metro-Goldwyn-Mayer.
Příběh se odehrává na počátku druhé čínsko-japonské války v Šanghaji. Zachycuje zážitky podvodníka Glendona Waseyho, jehož osud svede s misionářkou Glorií Tatlockovou. Na filmovém plátně se v hlavních rolích představili tehdejší novomanželé Sean Penn a Madonna.
Hudbu zkomponoval Michael Kamen. Harrison, jenž se ve snímku objevil ve vedlejší úloze zpěváka nočního klubu, nahrál pro soundtrack několik skladeb včetně „Someplace Else“ a „Breath Away from Heaven“. Tu poté použil na albu Cloud Nine. K vydání filmového soundtracku však nedošlo. Krátce dostupná byla pouze titulní píseň „Shanghai Surprise“ v podobě propagačního singlu, na jehož straně B figurovala skladba „Zig Zag“. Obě nahrávky se v roce 2004 objevily jako bonusy na CD Cloud Nine. Další píseň „The Hottest Gong in Town“ použil Harrison na EP nazvaném Songs by George Harrison Volume 2.
Autory scénáře se stali John Kohn a Robert Bentley, kteří jej napsali na motivy románového příběhu Faraday's Flowers z roku 1978 od Tonyho Kenricka. Kniha byla znovu vytištěna u příležitosti natočení filmu a vydána pod jeho názvem.
Filmoví recenzenti, včetně Billa Cosforda z The Miami Herald, Carrie Rickeyové z The Philadelphia Inquirer, Michaela Robertse z Lexington Herald-Leader a Joa Baltaka z Philadelphia Daily News,, udělili filmu vesměs negativní kritiky a hodnocení. Film propadl i finančně.

## Děj
V letech 1937–1938, kdy probíhá druhá čínsko-japonská válka, se podvodník Glendon Wasey (Sean Penn), pobývající v Šanghaji, snaží uniknout z Číny. Potkává se s misijní sestrou Glorií Tatlockovou, která shání osobu hovořící čínsky, jež by jí mohla obstarat opium. Misionářka má v plánu zajištění zásob drogy pro léčbu strádajících pacientů.
Společně se tak vydávají na cestu za dosažením tohoto cíle, na níž se pokusí přivlastnit ukradené zboží. Plány jim však zkříží nebezpeční konkurenti o drahocenou záslku – zločinci, pašeráci a banda rabijátů.

## Obsazení
| Sean Penn         | Glendon Wasey         |
| Madonna           | Gloria Tatlocková     |
| Paul Freeman      | Walter Faraday        |
| Richard Griffiths | Willie Tuttle         |
| Philip Sayer      | Justin Kronk          |
| Clyde Kusatsu     | Joe Go                |
| George Harrison   | zpěvák v nočním klubu |
| Victor Wong       | Ho Chong              |
| Lim Kay Tong      | Mei Gan               |

## Nominace a anticeny

### 7. ročníkZlatých malin
Vítězství
- Nejhorší herečka – Madonna

Nominace
- Nejhorší film
- Nejhorší režisér – Jim Goddard
- Nejhorší scénář – John Kohn a Robert Bentley
- Nejhorší původní píseň – „Shanghai Surprise“
- Nejhorší herec – Sean Penn

### Stinkers Bad Movie Awards
Nominace
- Nejhorší film[6]